# 南威爾斯
南威爾斯（英語：South Wales）是威爾斯南部的一個地區名，在東部和南部與威爾斯及布里斯托相鄰。南威爾斯也是英國西南部人口最為稠密的地區，有220萬人生活在這裡。威爾斯四分之三的人口聚集在這裡，卡迪夫、斯旺西、紐波特等威爾斯較大的城市也位於這裡。